# باشگاه فوتبال زنان فرایبورگ
بخش زنان باشگاه فوتبال فرایبورگ (به آلمانی: SC Freiburg) تیمی است که در فوتبال زنان مشارکت دارد. این تیم چندین فصل در سطح اول لیگ فوتبال آلمان بازی می‌کرد. در فصل ۱۰–۲۰۰۹ آنها از بوندس‌لیگا به بوندس‌لیگا ۲ سقوط کردند. یک سال پس از آن موفق به بازگشت به بوندس‌لیگا شدند.